# مايكل عبيد
مايكل عبيد AM هو مدير أعمال أسترالي. تم تعيينه رئيسًا تنفيذيًا ومديرًا عامًا لخدمة الإذاعة الخاصة (SBS) في يونيو 2011. يتمتع عبيد بما يقرب من ثلاثة عقود من الخبرة في مجال الإعلام والتكنولوجيا والاتصالات السلكية واللاسلكية، حيث شغل مناصب عليا في IBM و Optus Communications و Two Way Limited وAustralian Broadcasting Corporation (ABC) و المصلحة الخاصة للبث (SBS).
ولد مايكل عبيد في القاهرة، مصر، وانتقل إلى سيدني، أستراليا، مع عائلته عندما كان في الثالثة من عمره.

## مهنة
عمل عبيد مع IBM لمدة تسع سنوات في أدوار مختلفة في مجالات المالية والمبيعات والتسويق، وعمل في طوكيو ودول آسيوية أخرى.
في عام 1995، انتقل إلى Optus Communications ، حيث كان يشغل منصب مدير العمليات التجارية في قسم المستهلكين، حيث بلغت إيراداته 1.8 مليار دولار وموظفًا يتجاوز 3000 موظف يقدمون مجموعة من الخدمات الهاتفية والإنترنت والمصالح التلفزيونية المدفوعة. كان عضواً في مجلس إدارة هيئة صناعة التلفزيون الاشتراكي، أسترا، من 2001-2005.
في عام 2005، انضم عبيد إلى Two Way Limited ، وهو تلفزيون تفاعلي، ووسائط ترفيه متنقلة ووسائط الترفيه على الإنترنت كمدير تنفيذي ثم رئيس تنفيذي. أخذ الشركة إلى آسيا (هونج كونج، ماليزيا، سنغافورة، الهند ونيوزيلندا) لتأسيس فرص عمل جديدة للشركة.
أصبح عبيد المدير التنفيذي لإستراتيجية الشركة والتسويق في هيئة الإذاعة الأسترالية (ABC)  مناصب حالية حتى عام 2011 عندما أصبح الرئيس التنفيذي لشركة SBS في عام 2011.

### في SBS
عُيِّن عبيد رئيسًا تنفيذيًا ومديرًا عامًا لخدمة البث الخاصة (SBS) في يونيو 2011
خضع SBS لتغيير كبير تحت قيادة عبيد. لقد تم دعم استدامتها المالية بعد سنوات من عدم الاستقرار. عززت المنظمة مدى انتشار أخبارها وشؤونها الحالية، والدراما، والأفلام، والوثائقية، وركوب الدراجات، وكرة القدم والغذاء، على العديد من المنصات الجديدة والناشئة، بما في ذلك إطلاق SBS ON DEMAND - خدمة عرض اللحاق بالركب المخصصة للشبكة، وهي متاح على منصات وأجهزة أكثر من أي خدمة اللحاق الأسترالية الأخرى.  
في ديسمبر 2012، أطلقت SBS أول قناة وطنية مجانية في أستراليا مخصصة للبرامج التي يتم إنتاجها بشكل أساسي من قِبل السكان الأصليين وسكان جزر مضيق توريس ومن أجلهم. في 2013-2014، زادت SBS من برامجها المنتجة الأسترالية بنسبة 33 في المائة بفضل زيادة النشاط التجاري والكفاءة. أشرف عبيد أيضًا على أول مراجعة رئيسية منذ 18 عامًا لجدول الراديو SBS ، مما زاد عدد اللغات التي تم بثها إلى 74 في أوائل عام 2013.
عبيد متحمس جدًا لثقافة مكان العمل وشرع في برنامج التغيير مع أكثر من 1200 موظف في المنظمة، مما أدى إلى تحسين معنويات الموظفين ومشاركتهم بشكل كبير، مما أدى إلى تحسين نتائج الأداء والاحتفاظ بجذب الموظفين ذوي الكفاءة العالية.  

### في تلسترا
كجزء من الهيكل الجديد، عينت شركة الاتصالات الأسترالية تلسترا عبيد رئيسًا لقسم المشاريع في 8 أكتوبر 2018. هذا التعيين جزء من الفريق التنفيذي لمجموعة Telstra. يوصف الدور بأنه؛ «لتشغيل فريق Enterprise الذي يخدم العملاء من رجال الأعمال والحكومة الأستراليين والدوليين من خلال الحلول والخدمات الرائدة في السوق».
قال عبيد عن التعيين؛ «إن العودة إلى شركة اتصالات تتيح لي الفرصة للاستفادة من المهارات والخبرات التي طورتها على مدار 30 عامًا في تحدٍ جديد. مثل قطاع الإعلام، والاتصالات السلكية واللاسلكية القطاع يمر تغيير كبير واضطراب، وإنما هو أيضا على أعتاب تحقيق الأستراليين أحدث التقنيات لربط بعضها البعض والعالم».

## يكرم والاعتراف
أصبح عبيد عضوًا في وسام أستراليا (AM) في حفل تكريم عيد ميلاد الملكة لعام 2017 ‏ بسبب «الخدمة الهامة في وسائل الإعلام الإذاعية والشؤون متعددة الثقافات كمدير تنفيذي ومبتكر وقائد أعمال».
حصل عبيد على جائزة «الرئيس التنفيذي للعام» من مجلة الرئيس التنفيذي في حفل توزيع جوائز العام التنفيذي لعام 2017، بينما شغل منصب الرئيس التنفيذي والمدير العام في SBS كان عبيد قاضيا لنفس الجائزة في عام 2018  ، كجزء من أحد عشر شخصًا.

## الحياة الشخصية
ولد عبيد في القاهرة، مصر، وانتقل إلى سيدني، أستراليا، مع عائلته عندما كان في الثالثة من عمره.
وقد وصف عبيد، الذي خرج مثلي الجنس في الثمانينيات، بأنه «بلا شك أحد أقوى الشخصيات الإعلامية في أستراليا».